# Invesco
Invesco Ltd. (NYSE: IVZ) er en amerikansk formueforvaltningsvirksomhed med hovedkvarter i Atlanta, Georgia. Invesco driver virksomhed under brands som Invesco, Trimark, Invesco Perpetual, WL Ross & Co og Powershares. De har aktiver under forvaltning for 1,41 billioner USD.
Selskabet blev etableret i Atlanta i 1978 da Citizens & Southern National Bank frasolgte deres formueforvaltnings-forretning.